# Толочко Віктор Іванович
Ві́ктор Іва́нович Толо́чко (22 жовтня 1922, Мелітополь — 13 квітня 2006, Ялта) — український живописець; член Спілки радянських художників України з 1960 року. Заслужений діяч мистецтв УРСР з 1975 року, народний художник УРСР з 1985 року, лауреат Державної премії Автономної Республіки Крим за 1995 рік (за епічне полотно «Прорив» та
серію картин «Відродження»). Почесний академік Кримської академії наук.

## Життєпис
Народився 22 жовтня 1922 року в місті Мелітополі (нині Запорізька область, Україна) у сім'ї шевця і домогосподарки. Росіянин. З раннього дитинства захоплювався малюванням. Його шкільний викладач малювання Андрій Іванович Корольков став першим учителем живопису. У 15 років надіслав на всесоюзну виставку до Москви акварельний портрет героя Джамбула. Малюнок був відзначений грамотою.
У 1940 році був призваний до Червоної армії, служив у Середній Азії, де брав участь у придушенні національно-визвольного руху. Учасник німецько-радянської війни. З кінця 1942 року воював на Центральному фронті. Мав кілька серйозних поранень. Після лікування повернувся в частину і літав на штурмовику стрільцем-радистом. Член ВКП(б) з 1944 року. Закінчив війну військовому званні старшини. Нагороджений орденами Червоної Зірки (29 липня 1943), Слави III ступеня (19 травня 1944), Вітчизняної війни I ступеня (6 квітня 1985); медалями «За бойові заслуги» (2 травня 1945), «За взяття Кенігсберга», «За перемогу над Німеччиною».
Протягом 1946—1950 років навчався в Харківському художньому училищі; у 1957 році закінчив Харківський художній інститут, де був учнем Сергія Бесєдіна, Олексія Кокеля, Олександра Любимського, Олександра Вяткіна. Дипломна робота — картина «Захисники Брестської фортеці».
Після закінчення інституту був призначений директором музею українського мистецтва в Ялті, який займав тоді зали Воронцовського палацу. У 1963 році почав будувати будинок-майстерню в Ялті і повернувся до творчої роботи.
У 1970 році переїхав до Донецька, де мешкав в будинку на вулиці Кооперативній, № 168, квартира № 144. УВ 1973 році очолив Донецьке відділення Спілки радянських художників України. Незабаром повернувся до Криму. Мешкав і працював у Ялті, жив у будинку на Бакунінському проїзді, № 4, квартира № 29. Помер у Ялті 13 квітня 2006 року.

## Творчість
Працював в галузі станкового живопису, писав пейзажі, натюрморти, портрети,  жанрові картини у стилі соціалістичного реалізму, зображував звірів. Серед робіт:
- «Захисники Брестської фортеці» (1960);
- «Медсестра» (1960; Донецький обласний художній музей)[5];
- «Місячна ніч у Криму» (1960);
- «Казантійська бухта» (1963);
- «Портрет поета В. Матвєєва» (1963);
- «Севастопольці» (1967);
- «Натюрморт з жовтими трояндами і гранатами» (1967);
- «Тиша» (1968);
- «Роки війни» (1968);
- «Золота Осінь у Криму» (1970);
- «Чайки» (1971);
- «По місцях бойових походів» (1973);
- «В майстерні художника» (1975);
- «Маркс і Енгельс» (1976);
- «У безсмертя» (1977);
- «В степу ковиловому» (1982);
- «Херсонеський дзвін» (1983, Севастопольський художній музей імені Михайла Крошицького)[5];
- «Пам'яті солдата» (1985);
- «Натюрморт з білими трояндами» (1987);
- «Шторм» (1988);
- «Ялта» (1989);
- «Орли в горах» (1990);
- «Білий кінь» (1990);
- «Коні біля моря» (1990);
- «Натюрморт із синім аранжуванням» (1990);
- «Натюрморт з червоними трояндами» (1991);
- «Натюрморт з дзвіночками» (1991);
- «Прорив» (1993);
- серія «Відродження» (1993—1994);
- «Кораблі в порту» (2000);
- «Натюрморт. Червоні троянди» (2003);
- «Натюрморт із жовтими трояндами» (2005).

Учасник республіканських виставок з 1960 року. Провів тридцять персональних виставок: у Москві у 1965 році, Києві у 1975 році, Сімферополі у 1966, 1979, 1985, 1987, 1992, 1994, 1995, 2000 роках, Дніпропетровську у 1983 році, Донецьку у 1974 році, Стамбулі у 1995 році.
Роботи художника зберігаються в багатьох музеях і галереях України, а також в приватних колекціях Сполучених Штатів Америки, Німеччини, Польщі, Франції, Швеції, Канади, Фінляндії та інших країн.

## Вшанування
У травні 1999 року включений до альманаху «Життя чудових людей Криму».